# Прозрачные керамические материалы

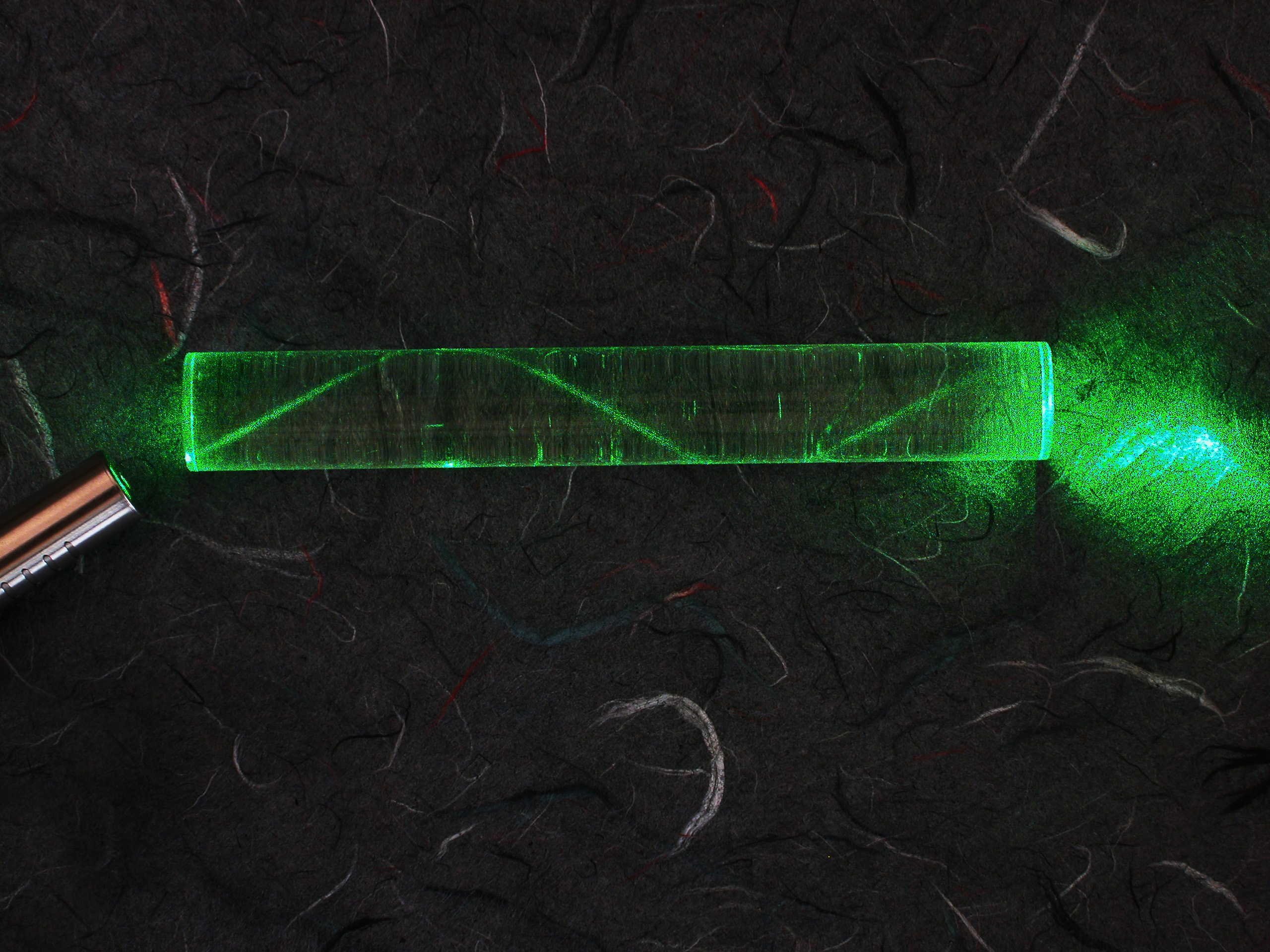
Волновод на базе прозрачной керамики

Прозрачные керамические материалы — материалы, прозрачные для электромагнитных волн, получаемые на базе нанопорошковых керамических материалов. Имеют кубическую симметрию расположения атомов, наноразмерные межкристаллитные границы.
Обладая всеми свойствами силикатных неорганических стекол, они превосходят их целым рядом важных оптических показателей: коэффициентом преломления, твёрдостью, способностью изменять частоту колебаний электромагнитных лучей света (прозрачные керамические материалы для твердотельных сцинтилляторов) и др.
В процессе высокотемпературного прессования получают материалы с плотностью, близкой к плотности монокристаллов соответствующих соединений, обладающие минимальным рассеянием света, высокой прозрачностью и твёрдостью (коэффициент преломления n = 2,08).

## Способы получения
В настоящее время прозрачные керамические материалы на базе нанопорошковой технологии получают, например, для изготовления линз, сцинтилляторов и матриц фотонных (квантовых) генераторов и др. на базе оксидов Al2O3 (Лукалокс), Y2O3 (Иттралокс) и производных оксидов Y3Al5O12 и YAlO3, а также MgO, BeO, а также на базе оксидов Lu2O3 и Y2O3.
Способ получения заключается в следующем:
- Приготавливается шихта из оксидов, взятых в стехиометрической пропорции;
- После чего смесь перетирается и прессуется под давлением 35МПа с температурой обжига в 1200 °C;
- Полученные таблетки из указанной смеси подвергаются сильному лазерному импульсному облучению (СО2-лазера) с мощностью в 665Вт. В результате лазерного испарения таблеток получают нанопорошки оксидов размером до ~30нм.[2][3].

Если в качестве исходного материала берётся нанопорошок, то керамика называется нанокерамикой. При спекании с добавлением легирующих примесей получают активную среду для лазера, и используют термин лазерная нанокерамика.

## Применение
Компания CASIO создала первый объектив с применением оптически прозрачных керамических линз LUMICERA производства компании Murata Manufacturing Co., Ltd в фотоаппарате Casio Exilim EX-Z100.